# Crayon Physics Deluxe
Crayon Physics Deluxe ist ein Denk-Computerspiel, das die physikalischen Eigenschaften der Schwerkraft bei Bällen, Stöcken und vielen anderen Gegenständen in einer 2D-Oberfläche darstellt und benutzt. Es wurde von Petri Purho entworfen und Anfang 2009 veröffentlicht.

## Spielprinzip
Der Mauscursor repräsentiert einen Malstift, mit dem sich auf einem Stück Papier verschiedenste Elemente wie Viereck, Dreieck, Ball, oder auch einfach nur ein simpler Strich malen lassen. Die gezeichneten Elemente unterliegen sofort der Schwerkraft und agieren somit wie im echten Leben. So lassen sich Wippen erstellen, Schaukeln bauen oder einfach nur eine Rampe aufstellen. Ziel des Spiels ist es, eine rote Kugel zu einem Stern zu bringen. Die vorgegebenen Elemente wie Ebenen, Bäume und Wände unterscheiden dabei die 70 verschiedenen Level des Spiels.

## Level-Editor
Der Level-Editor stellt dem Spieler die Möglichkeit, eigene Ideen zu erstellen und diese auszuprobieren. Selbst erstellte Level lassen sich hochladen, um sie für andere Spieler bereitzustellen.

## Rezeption
Das Spiel erhielt überwiegend positive Wertungen und der Review-Aggregator Metacritic errechnete für die PC-Version einen Metascore von 79 von 100.

### Auszeichnung
2008 gewann das Spiel den ersten Preis des Independent Games Festivals (IGF).